# بيدرو أنطونيو غونزاليس
بيدرو أنطونيو غونزاليس (بالإسبانية: Pedro Antonio González) هو صحفي وكاتب وشاعر تشيلي، ولد في 22 مايو 1863، وتوفي في 3 أكتوبر 1903.